# Nikolaj Ivanovič Krilov
Nikolaj Ivanovič Krilov, sovjetski (ruski) general in dvojni heroj Sovjetske zveze, * 29. april 1903, † 9. februar 1972, Moskva.
Generalpolkovnik Rdeče armade Krilov je bil eden najvišjih sovjetskih poveljnikov med drugo svetovno vojno.

## Življenjepis
Leta 1919 je bil v višji šoli, ko se je pridružil Rdeči armadi. Oktobra 1920 je končal tečaj za politične komisarje. Nato je do leta 1922 sodeloval v raznih bojih proti reakcijskim silam na Kavkazu; v teh bojih se je povzpel do položaja poveljnika bataljona.
Med drugo svetovno vojno je bil pripadnik Južne, Severnokavkaške, Donske, Jugozahodne, Zahodne, 3. beloruske fronte ... Sodeloval je v bitkah za Odeso, za Sevastopol, za Stalingrad, za Smolensk, Belorusijo, Litvo, Vzhodno Prusijo in Madžarsko.
Po vojni je poveljeval več armadam. Leta 1962 je postal maršal Sovjetske zveze. Med zadnjimi položaji, ki jih je zasedal, so vrhovni poveljnik Raketnih sil za strateške potrebe ZSSR, namestnik ministra za obrambo ZSSR, namestnik Vrhovnega komiteja ZSSR in član Centralnega komiteja KPSZ ...

## Odlikovanja
- 2x heroj Sovjetske zveze (19. april 1945 in 8. september 1945)
- 3x red Lenina (1942, 1945, 1963)
- red oktobrske revolucije (1968)
- 4x red rdeče zastave (1942, 1943, 1944, 1950)
- red Suvorova 1. razreda (1944)
- red Kutuzova 1. razreda (1943)